# 反抗者
《反抗者》 (法語：L'Homme révolté)是法国作家阿尔贝·加缪的一部散文作品，出版于1951年。文中从形而上學和历史两个角度讨论举事和革命，尤其是西欧社会。加缪综合研究了许多作家和艺术家，例如伊壁鸠鲁、卢克莱修、萨德侯爵、黑格尔、陀思妥耶夫斯基、尼采、麦克斯·施蒂纳、安德烈·布勒东等人，在革命中的历史。加缪考察了西方思想史和艺术史上的一些反文化人物和运动，指出它们都对革命思想和哲学的全面发展发挥了重要作用。这部作品一直广受欢迎，影响了现代哲学家和作家，如保罗·伯曼等人。
弗雷德·罗森研究了西蒙娜·韦伊的思想对加缪《反抗者》的影响，而乔治·菲勒分析了加缪与尼采哲学的相似之处。

## 主题
加缪在《反抗者》中的主要论点之一涉及叛乱和革命的动机。虽然这两种行为在大多数方面截然不同，但都源于人类对规范性正义的基本拒绝。如果人们对当时的司法实践不再抱有幻想，加缪认为他们就会反抗。因此，这种反叛是人类心灵不断寻求澄清，与世界明显毫无意义的本质，两者之间基本矛盾的产物。加缪认为这是一种荒谬，是愚蠢，加缪得出结论，这种荒谬感性自相矛盾，因为当它声称什么都不相信时，它相信自己的抗议，和抗议者生命的价值。因此，这种感性在逻辑上是一个起点，不可抗拒地超越自己。另一方面，在反抗的先天冲动中，我们可以推导出一些价值观，使我们能够确定谋杀和压迫是非法的，并得出结论“希望新的事物”。
《反抗者》中另一个突出的主题是，是人类完美性的尝试必然失败。通过各种名义的革命，特别是法国大革命的检验，加缪认为，大多数革命都涉及对历史和超验价值的根本否定。这些革命者的目的是杀死上帝。例如，在法国大革命中，这是通过处死路易十六和随后废除君权神授说实现的。随后乌托邦和唯物主义理想主义兴起，寻求历史的终结。因为这个结局是无法实现的，恐怖随之而来，因为革命者试图胁迫结果。这最终导致以未来解放的名义“暂时”奴役人民。值得注意的是，加缪对非世俗情绪的依赖，并不涉及对宗教的辩护；事实上，用实用主义取代宗教道德，只是代表超越道德价值观的神化。 
另一方面，面对人类存在的明显不公正，加缪的反叛者试图争取正义，而不放弃超越性的价值观，包括人类生命的内在价值原则。因此，在所有现代革命者中，加缪钦佩活跃于二十世纪初，由伊万·卡利亚耶夫领导的俄国刺客，他们准备献出自己的生命，而不是授权杀害他人。
第三个主题是犯罪，加缪讨论在不同的历史时期，反抗者如何与叛乱的原始基础失去联系，这些基础为犯罪提供各种防御。
在这本书的结尾，加缪支持工团主义伦理和政治计划可能的道德优势。